# 康乃爾勢
在粒子物理學中，康乃爾位能（英語：Cornell potential）是一種有效描述量子色動力學（QCD）中夸克禁閉現象的方法。它由康乃爾大學的Estia J. Eichten、Kurt Gottfried、Toichiro Kinoshita、John Kogut、Kenneth Lane 和 Tung-Mow Yan 等人在1970年代提出，用以解釋夸克偶素（如魅偶素）的質量與角動量之間的關係，即所謂的雷傑軌跡。其位能形式為：
{\displaystyle V(r)=-{\frac {4}{3}}{\frac {\alpha _{s}}{;r;}}+\sigma ,r+{\text{constant}}}
其中，{\displaystyle r} 是夸克-反夸克間的有效距離，{\displaystyle \alpha _{s}} 為QCD的耦合常數，{\displaystyle \sigma } 是QCD弦的張力，約為 {\displaystyle 0.18\,\mathrm {GeV^{2}} }。

## 短距離位能
康乃爾位能的第一項 {\displaystyle -{\frac {4}{3}}{\frac {\alpha _{s}}{r}}} 在短距離（{\displaystyle r<0.1}飛米）中主導，源自於夸克與反夸克之間的一個膠子交換。其形式與靜電學中的庫倫定律 {\displaystyle {\frac {\alpha }{r}}} 相似，因此也被稱為「庫倫項」。
其中的因子 {\displaystyle {\frac {4}{3}}} 稱為「卡西米爾因子」，來源於夸克的色荷結構，其值由公式 {\displaystyle C_{F}={\frac {N_{c}^{2}-1}{2N_{c}}}={\frac {4}{3}}} 給出，{\displaystyle N_{c}=3} 為QCD中的色荷種類數。
{\displaystyle \alpha _{s}} 的數值會隨距離變化，通常在0.19至0.4之間。 為了更精確地描述短距離位能，需採用「V-規範」的重整化方案，並將計算從動量空間傅立葉轉換至位置空間。

## 長距離位能
第二項 {\displaystyle \sigma ,r} 是線性增長的禁閉項，描述非微擾的QCD效應。此部分模擬了色場線於遠距離時收束成膠通量管（flux tube），其張力為 {\displaystyle \sigma \sim 0.18,\mathrm {GeV} ^{2}}，並決定了雷傑軌跡的斜率與截距。

## 適用範圍
康乃爾位能最適用於非相對論運動的靜止或重夸克對，如底偶素與魅偶素。對於更高能的狀態，可引入相對論與自旋相關的修正項以改善模型。

## 夸克位能的第一性原理計算
一項重要的檢驗是：任何描述色禁閉的理論，其在非相對論極限下所導出的靜態夸克-反夸克位能應當與康乃爾勢一致。
格點QCD的發展，使得可以從第一性原理計算靜態夸克-反夸克位能，其結果與康乃爾勢高度吻合。
其他理論，如雙重超導體模型、阿貝爾希格斯模型與中心渦流模型等也能導出與康乃爾位相符的形式。
此外，透過AdS/CFT對應與AdS/QCD對應，也能推導出與康乃爾位能一致的有效位能形式。 另有研究使用光前全息理論也能得到相似結果。